# 財務會計標準委員會
財務會計標準委員會（英語：Financial Accounting Standards Board）是一家非營利組織，旨在為美國制定一套符合公衆利益的會計準則。它與1973年由美國證券交易委員會制訂規則，並取代會計程序委員會和會計原則委員會的標準。

## 機構使命
- 提高财务报告的有用性、相关性、可靠性、可比性和一致性的質量體系
- 保持目前的水平，以反映营商和经济环境的变化方式的变革;
- 尽快考虑在财务报告可能通过标准制定过程缺乏处理任何重大的领域;
- 推进会计标准的并行与改善财务报告质量的国际趋同;
- 提高財務報表的共同理解性

## 獨立機構
- 財務會計準則委員會（FASB）

財務會計準則委員會的一部分，是一個結構，它是獨立於所有其他商業和專業組織。目前的結構之前創建，財務會計和報告標準，首先建立了會計程序委員會是美國註冊會計師協會（美國註冊會計師協會，1936年至1959年），再由會計原則委員會，也是部分美國註冊會計師協會（1959年至1973年）。
- 財務會計準則諮詢委員會（FASAC）

該FASAC有責任提供意見的財務會計準則委員會就技術問題在委員會的議程項目的優先次序，需要注意的是財務會計準則委員會，及其他事項，可能要求財務會計準則委員會或它的主席。目前，安理會有30多個成員誰代表一個具有廣泛代表性條的規定，財務會計準則委員會的選區。
- 財務會計基金會（FAF）

該基金會是專門經營註冊為慈善，教育，科學和文學的目的意義組內的501（c，3）國內稅收法，負責挑選的財務會計準則委員會的成員和顧問委員會，確保有足夠資金的活動，並行使一般監督與異常的財務會計準則委員會的決議的技術問題。
- 政府會計準則委員會（GASB）

1984年，該基金會設立了GASB所制定標準的財務會計和報告國家和當地政府單位。由於與FASB，該基金會負責甄選委員，確保有足夠的資金，並行使一般監督。

## FASB的11項會計標準原則
- 貨幣計量原則Money measurement
- 實質原則Entity
- 持續經營原則Going Concern
- 成本概念原則Cost
- 複式記賬原則Dual aspect
- 會計分期原則Accounting period
- 保守性原則Conservation
- 收入實現原則Realization
- 收入配合原則Matching
- 一致性原則Consistency
- 重要性原則Materiality

## 外部連結
- 官方網站 （页面存档备份，存于）